# Juan el Eunuco

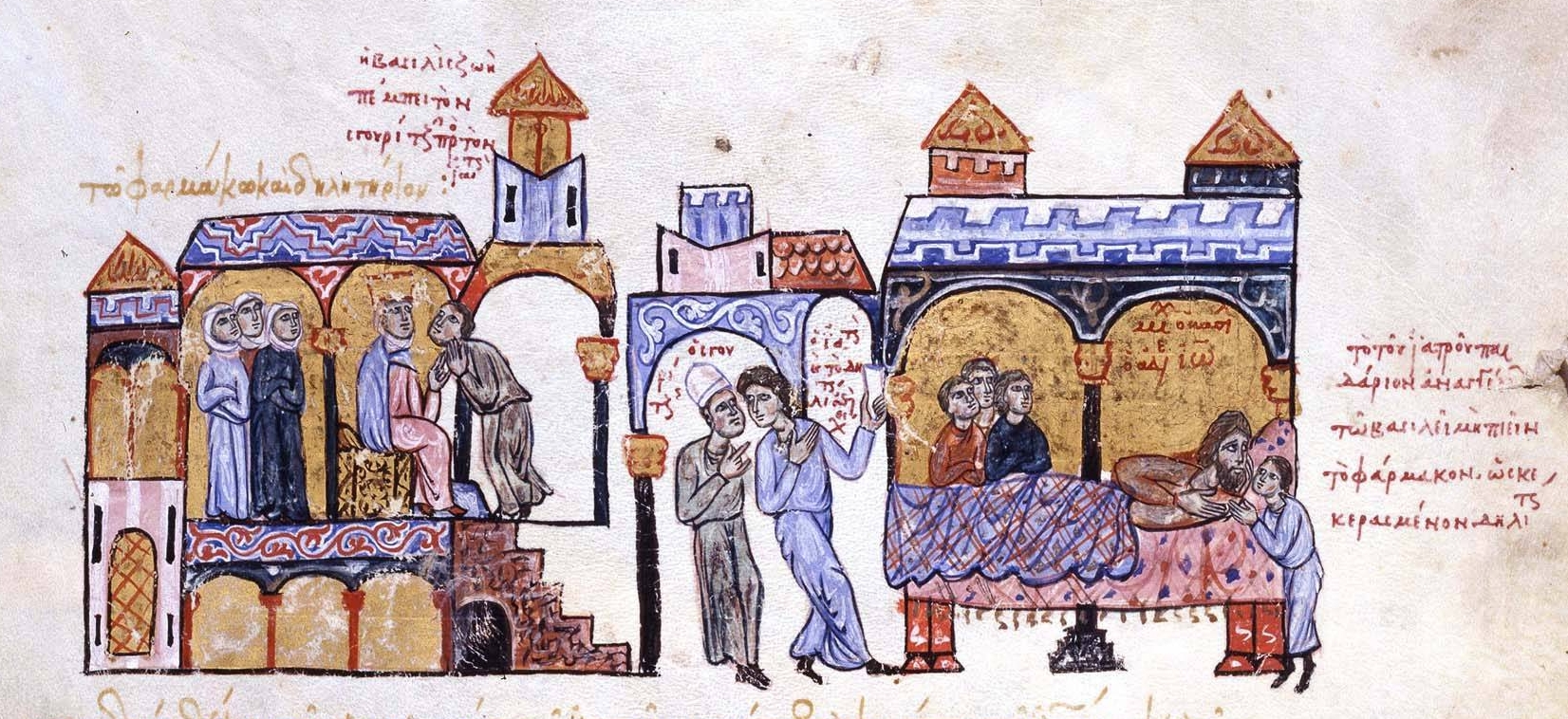
Zoe pide a Sgouritzes envenenar a Juan Orfanotrofos

Juan el Orfanotrofos (en griego: Ἰωάννης ὁ Ὀρφανοτρόφος) fue el principal eunuco de la corte (parakoimomenos) durante el reinado del Emperador bizantino Romano III (r. 1028-1034). Juan nació en la región de Paflagonia y se decía que su familia había estado envuelta en negocios de mala reputación, quizá cambio de monedas o, según Jorge Cedreno, falsificación. Juan era el mayor de cinco hermanos. Dos, Constantino y Jorge, también eran eunucos, mientras que los otros dos, Niketas y Miguel, eran hombres «barbados»; este último llegaría a ser emperador con el nombre de Miguel IV el Paflagonio después de que Juan le presentara a la emperatriz Zoe. De acuerdo a Miguel Psellos, los dos se convirtieron en amantes y podría haber urdió un complot para asesinar al marido de la emperatriz, entonces reinante. Romano fue presuntamente asesinado en su bañera el 11 de abril de 1034. Ciertas fuentes contemporáneas implican a Juan en este asesinato.

## Contexto
Juan aparece por vez primera en la historia comoprotonotarios y confidente de Basilio II (r. 976-1025). Apoyó a Romano antes de su ascenso al trono. Después de su elevación al trono imperial, Romano creó a Juan praepositus sacri cubiculi (jefe de la casa imperial, la posición más alta de un eunuco; este título es probablemente idéntico con parakoimomenos) y senador.
Con el ascenso de su hermano Miguel, Juan persiguió elevar los destinos de su familia con vigor. El cronista Juan Escilitzes va tan lejos como para decir que «con la ayuda de Juan, todos sus hermanos se convirtieron en miembros de la casa del emperador». Juan se aseguró de que el marido de su hermana María, Esteban, fuera hecho almirante, su hermano Niketas Duque de Antioquía (sucedido por su hermano Constantino), y su hermano Jorge nombrado protovestiarios como sucesor de Simeón, que dimitió de su cargo ante el comportamiento de Juan y se retiró al Monte Olimpo. Antonio el Gordo, miembro de la familia extendida de Juan fue nombrado Obispo de Nicomedia. A pesar de que Juan permaneció en última instancia como orfanotrofos, dirigió efectivamente el estado como una especie de primer ministro. En 1037, trató de ser nombrado Patriarca de Constantinopla, intentando, sin éxito, que Alejo Studites dimitiera del cargo.
Juan puso a Esteban a cargo de la flota que llevaría a Jorge Maniaces y su ejército a Sicilia en 1038. Después de las desastrosas deserciones de normandos, salernitanos y varegos de las filas de Maniaces, Juan encarceló a Maniaces y nombró a Miguel Dukiano catapán de Italia.

## Ojos en el poder
A medida que la epilepsia que afligía a Miguel IV empeoraba, Juan acumulaba más poder. Convenció a la emperatriz para que adoptara a Miguel, el hijo de Esteban, garantizando así la continuidad de los Paflagonios. Miguel IV murió el 10 de diciembre de 1041, posiblemente en circunstancias sospechosas, y fue sucedido por su sobrino. Después de haber elevado a Miguel al trono imperial, Juan convirtió a su sobrino Constantino en pupilo suyo, con el objeto, según Psellos, de asegurar su sucesión. Miguel V exilió a Juan en el Monasterio de Monobatae en 1041 y luego, de nuevo según Psellos, hizo castrar a todos los parientes varones de Juan. Juan y su hermano Constantino fueron cegados en 1042 por orden del Patriarca de Constantinopla, Miguel Cerulario. En el reinado de Constantino IX, Juan fue enviado a Lesbos y allí murió el 13 de mayo de 1043.
La posición de Juan al frente del estado, su habilidad para permanecer en el poder pese a los cambios de emperador y su denodada defensa de los intereses de su familia, le convierten en uno de los eunucos más fascinantes de la historia bizantina. Psellos le describen en el Libro 4 de su Chronographia, como un personaje complejo, capaz de dictar medidas de estima y repulsión sobre el propio cronista.